# Mazus rockii
Mazus rockii är en tvåhjärtbladig växtart som beskrevs av Hui Lin Li. Mazus rockii ingår i släktet Mazus och familjen Mazaceae. Inga underarter finns listade i Catalogue of Life.